# L'Antiquaire (film, 1920)
Pour l’article homonyme, voir Antiquaire.

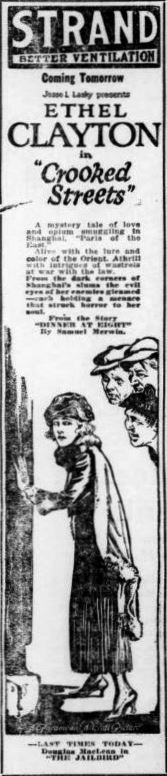
Annonce pour le film dans The Duluth Herald.

L'Antiquaire (Crooked Streets) est un film américain réalisé par Paul Powell, sorti en 1920.

## Fiche technique
- Réalisation : Paul Powell
- Scénario : Edith Kennedy d'après l'histoire courte Dinner at Eight de Samuel Merwin[1]
- Producteurs : Adolph Zukor, Jesse Lasky
- Photographie : William Marshall
- Distributeur : Paramount Pictures
- Durée : 5 bobines
- Date de sortie : 8 août 1920

## Distribution
- Ethel Clayton : Gail Ellis
- Jack Holt : Rupert O'Dare
- Clyde Fillmore : Lawrence Griswold
- Clarence Geldart : Silas Griswold
- Josephine Crowell : Mrs. Griswold
- Fred Starr : Sailor Hugh